# Dubiaranea gilva
Dubiaranea gilva is een spinnensoort uit de familie hangmatspinnen (Linyphiidae). De soort komt voor in Colombia.